# إنقاذ الكاثوليك لليهود خلال الهولوكوست
لعبت الكنيسة الكاثوليكية خلال الهولوكوست دورًا في إنقاذ مئات آلاف اليهود من القتل على أيدي النازيين. أنقذ أعضاء الكنيسة مئات آلاف اليهود من خلال الضغط على مسؤولي المحور، وتوفير وثائق مزورة وإخفاء الناس في الأديرة والمدارس وبين عائلات ومؤسسات الفاتيكان نفسها. قدر المؤرخ والدبلوماسي الإسرائيلي بنشاس لابيد الرقم بين 700 ألف إلى 860 ألف، رغم أن هذا الرقم يعتبر محل خلاف.
واجهت الكنيسة الكاثوليكية نفسها الاضطهاد في ألمانيا خلال عهد نظام هتلر، وركزت المقاومة الألمانية الكاثوليكية المؤسسية ضد النازية بشكل كبير على الدفاع عن حقوق الكنيسة نفسها ومؤسساتها. كانت تميل المقاومة الأوسع نطاقًا إلى أن تكون مجزأة وكانت تقودها جهود فردية في ألمانيا، لكن القساوسة في كل بلد خاضعة للاحتلال الألماني لعبوا دورًا رئيسيًا في إنقاذ اليهود. كانت عقوبة مساعدة اليهود كبيرة جدًا وقُتل العديد من المُنقذين والذي كان يُحاوَل إنقاذهم من ضمنهم القديس ماكسيميليان كولبي، وجوزيبي غيروتي وبرنهارد ليشتنبيرغ الذين أُرسلوا إلى معسكرات الاعتقال.
دعا البابا بيوس الحادي عشر وبيوس الثاني عشر في بداية الهولوكوست إلى مناهضة العنصرية والحرب في منشورات مثل منشور بعنوان الكنيسة والرايخ الألماني (1937) والبابوية العليا(1939). أدان البابا بيوس الحادي عشر ليلة البلور ورفض الادعاءات النازية بالتفوق العرقي، قائلًا بدلًا من ذلك بأنه يوجد «عرق بشري واحد». استخدم خليفته البابا بيوس الثاني عشر الدبلوماسية لمساعدة اليهود، ووجه كنيسته لتقديم المساعدات السرية. في الحين الذي انتقد فيه البعض حذره الكامل، ندد خطابه الإذاعي بقتل «مئات الآلاف» من الناس الأبرياء على خلفية «الهوية أو العرق» وتدخل من أجل منع عمليات الترحيل النازية لليهود في عدة بلدان. عندما هاجم النازيون يهود إيطاليا، لجأ نحو 4715 من أصل 5715 من يهود روما في 150 مؤسسة كنسية، 477 منها في الفاتيكان نفسه وفي يناير عام 1944، فتح قصره في كاسيل غوندولفو، والذي استقبل في النهاية 12 ألف من اليهود وغير اليهود.
تحدث الأساقفة الكاثوليكيين في ألمانيا أحيانًا عن قضايا متعلقة بحقوق الإنسان، لكن الاحتجاجات ضد السياسات المعادية لليهودية كانت تميل لتكون عن طريق الضغط الخاص على وزراء الحكومة. بعد المنشور البابوي للبابا بيوس الثاني عشر بعنوان جسد المسيح الصوفي عام 1943 (والتي أدان فيها قتل ذوي الإعاقة ضمن برنامج القتل الرحيم الذي كانت تجريه النازية)، ندد إعلان مشترك من الأساقفة الألمان بقتل «الأبرياء والمعاقين عقليًا المسالمين (العُزّل) والعجزة والمرضى والضعفاء بشكل كبير والمصابين إصابات قاتلة، والرهائن الأبرياء وأسرى الحرب المجردين من السلاح ومرتكبي الجرائم والأشخاص من أصل أو عرق أجنبي». استخدم القساوسة الناشطين المقاومين والمشاركين في إنقاذ اليهود ومن ضمنهم الشهداء بيرنارد ليشتنبيرغ وألفريد ديلب، والعلماني غيرترود لوكنر ومارغريت سومر، الوكالات الكاثوليكية لمساعدة اليهود الألمان تحت حماية أساقفة مثل كونراد فون بريسينغ.
في إيطاليا، ضغط الباباوات على موسوليني ضد السياسات المعادية للسامية، في الحين الذي أنقذ فيه دبلوماسيو الفاتيكان الآلاف والذي كان من بينهم جوزيبي بورتسيو في سلوفاكيا، وفليبو بيرنارديني في سويسرا وآنجلو رونكالي في تركيا. اعترفت مؤسسة ياد فاشيم الإسرائيلية بكل من السفير البابوي إلى بودابست، آنجلو روتا، والسفير البابوي إلى بوخارست آندريا كاسولو. لعبت الكنيسة دورًا مهمًا في الدفاع عن اليهود في بلجيكا وفرنسا وهولندا، وكان ذلك بدعم من احتجاجات القادة مثل الكاردينال جوزيف إيرنست فان روي ورئيس الأساقفة جولز-جيرارد ساليغ ويوهانس دي يونغ. أدار الأسقف هيو أوفلاهيرتي عملية هروب لليهود والهاربين من الحلفاء من مكتبه في الفاتيكان. خبأ القساوسة والراهبات من جميع الرتب مثل اليسوعيين والفرنسيسكان والبنديكتين، الأطفال في أديرة الرهبان وأديرة القساوسة والمدارس. أنقذت جمعية راهبات الخدمة الاجتماعية الهنغارية التابعة لمارجيت شلاختا الآلاف. في بولندا، أنقذت منظمة زيغوتا الفريدة أيضًا الآلاف وآوت راهبات الفرنسيسكان التابعة للأم ماتيلدا غيتر مئات الأطفال اليهود الذين هربوا من وارسو غيتو. في فرنسا، وبلجيكا وإيطاليا، كانت الشبكات الكاثوليكية السرية نشطة بشكل خاص وأنقذت آلاف اليهود خاصة في وسط إيطاليا حيث كانت تنشط مجموعات مثل أسيزي، وفي جنوب فرنسا.

## داخل الرايخ الثالث
في الحين الذي كانت فيه الكنيسة الكاثوليكية في ألمانيا واحدة من المنظمات القليلة التي قاومت بشكل منظم ومنهجي بعض سياسات الرايخ الثالث؛ لم تُقابل الطاقات الكبيرة التي بذلتها الكنيسة الألمانية في معارضة تدخل الحكومة بالكنيسة بالاحتجاجات من قبل العامة ضد سياسات النظام المعادية لليهودية. وفقًا لإيان كيرشو، فإنه في حين كان «كره النازية كبيرًا في الكنيسة الكاثوليكية» فإن معاداة اليهودية المسيحية التقليدية لم تكن حصينة ضد معاداة السامية البيولوجية النازية. كانت الكنيسة نفسها في ألمانيا تواجه الاضطهاد النازي. خاف الأساقفة الألمانيون من أن الاحتجاجات ضد سياسات النظام المعادية لليهودية ستؤدي إلى الانتقام من الكاثوليك. كان الهدف من هذه الاحتجاجات أن تكون رسائل خاصة إلى وزراء الحكومة.
كان لعلاقة الكنيسة باليهود تاريخ متقلب يستدعي الشك والاحترام. كتب جوفري بليني: «لم تستطع المسيحية الإفلات من بعض اللوم غير المباشر عن الهولوكوست. كان اليهود والمسيحية متنافسين، وأعداء في بعض الأحيان، لفترة طويلة في التاريخ. بالتالي، كان من المعتاد أن يلوم المسيحيون القادة اليهود على صلب المسيح، وفي الوقت نفسه أظهر المسيحيون التفاني والاحترام وكانوا مدركين لدينهم لليهود. كان المسيح وجميع التلاميذ ومؤلفي الأناجيل من العرق اليهودي. كان المسيحيون يعتبرون العهد القديم، كتاب الله المقدس، كتابًا مقدسًا بالنسبة لهم أيضًا بنفس القدر..».
كتب هاميرو أن التعاطف مع اليهود كان شائعًا بين الكاثوليك في المقاومة الألمانية، التي كانت تعتبر كلًا من الكاثوليك واليهود أقليات دينية معرضة للتعصب الأعمى من جانب الأغلبية. دفع هذا التعاطف بعض المقاومين العلمانيين ورجال الدين المسيحيين للتحدث علنًا عن اضطهاد اليهود، مثلما حدث مع القسيس الذي كتب في مجلة في عام 1934 أنها كانت مهمة الكنيسة المقدسة معارضة «الغرور العنصري المخزي والكره الأعمى لليهود». مع ذلك، كانت قيادة الكنيسة الكاثوليكية في ألمانيا مترددة بالحديث علنًا باسم اليهود. تُركت مقاومة الهولوكوست عمومًا للجهود الفردية الكبيرة والمجزأة. كان الأساقفة الألمانيون مثل كونراد فون بريسينغ وجوزيف فرينغ استثناءات بارزة لحيوية واتساق انتقادهم لمعاملة الحكومة لليهود.
اكتسب الكاردينال ميشيل فون فولهابر سمعة في البداية بوصفه ناقدًا للحركة النازية. بعد فترة وجيزة من احتلال النازية، أكدت خطبه الثلاثة في عام 1933 بعناوين، اليهودية، والمسيحية، وألمانيا، على الأصول اليهودية للدين المسيحي، وعلى استمرارية العهدين القديم والجديد للكتاب المقدس، وعلى أهمية التقاليد المسيحية بالنسبة لألمانيا. رغم أن كلمات فولهابر ناقشت بحذر التاريخ اليهودي، فقد نددت خطبه بالعنصريين النازيين الذي كانوا يدعون إلى تطهير الكتاب المقدس من العهد القديم «لليهود» باعتباره تهديد خطير للمسيحية: في السعي للالتزام بالمعتقدات الرئيسية للنازية كتب هاميرو أن «المتعصبين المعادين للسامية..» كانوا يضعضعون أيضًا «أساس الكاثوليكية. لم تعد تسوية الخلافات أو الرضوخ ممكنًا بعد الآن؛ كان على الكاردينال مواجهة العدو وجهًا لوجه». خلال مذبحة ليلة البلور المنظمة، زوّد فولهابر حاخام كنيس أوهيل يعقوب بشاحنة لإنقاذ الأشياء المقدسة قبل هدم المبنى. بعد مظاهرات حاشدة ضد اليهود والكاثوليك، هاجمت حشود النازيين قصر فولهابر وحطمت نوافذه.
انتقد أسقف مونستر، أوغست فون جالينوس، السياسة العنصرية النازية في خطابه في يناير 1934، رغم كونه محافظًا وقوميًا ألمانيًا، وتحدث في عظاته الدينية التالية ضد نظرية هتلر عن نقاء الدم الألماني. في عام 1933، أصدر مدير مدرسة مونستر النازية مرسومًا يقضي بدمج التعليم مع مناقشة «القدرة على إضعاف معنويات الشعب الإسرائيلي»، رفض جالينوس ذلك وكتب إن مثل هذا التدخل في المناهج الدراسية كان انتهاكًا للرايشكونكوردات وأنه يخاف أن يخلط الأطفال بين «التزامهم بالعمل الخيري لجميع الناس» وفيما يتعلق بالمهمة التاريخية لشعب إسرائيل. في عام 1941، ومع استمرار قوات فيرماخت بالزحف إلى موسكو، ندد جالينوس بعدم شرعية الغيستابو (البوليس السري الألماني) والبرنامج الوحشي للقتل الرحيم النازي وذهب إلى أبعد من مجرد الدفاع عن الكنيسة من خلال الحديث عن الخطر الأخلاقي على ألمانيا من انتهاكات النظام لحقوق الإنسان الأساسية. قال: «حق الحياة، والأمان والحرية هو جزء لا غنى عنه في أي نظام اجتماعي أخلاقي، وأي حكومة تطبق العقوبات دون إجراءات قضائية تضعف من سلطتها واحترامها لسيادتها في ضمير مواطنيها».